# La bella durmiente (franquicia)
La bella durmiente (Sleeping Beauty en su versión original en inglés) es una franquicia de medios de Disney, la cual se originó con la película de animación de 1959 La bella durmiente, basada en el cuento de hadas de mismo nombre.

## Películas

### La bella durmiente(1959)
La 16.ª película de animación de Disney. En el bautizo de la princesa Aurora, el hada Maléfica le echa la maldición de que morirá en el día de su decimosexto cumpleaños tras pincharse con el huso de una rueca. Primavera, una de las tres hadas protectoras de Aurora, cambia la maldición para que solamente caiga en un sueño profundo del que despertará tras recibir un beso de amor verdadero. Aun así, las tres hadas intentan evitar la maldición ocultando y criando a la princesa en el bosque. La película fue estrenada el 6 de febrero de 1959.

### Películas deMaléfica

#### Maléfica(2014)
Adaptación de imagen real de la película de 1959, con la historia mostrada desde el punto de vista de Maléfica, mostrándose los orígenes de su maldad y rencor. Fue estrenada el 30 de mayo de 2014.

#### Maléfica: Mistress of Evil(2019)
Secuela de la película Maléfica de 2015, en la que Maléfica debe lidiar con la futura familia política de Aurora, además de descubrir más sobre su propia especie. Fue estrenada el 18 de octubre de 2019.

#### Tercera película deMaléfica
En septiembre de 2021, se confirmó que una tercera película de Maléfica estaba en desarrollo inicial y se esperaba que Angelina Jolie regresara.

## Películas directas para video y televisivas

### Las Llaves del Reino(2007)
Secuela de la película de 1959, la cual se centra en la princesa Aurora, quien debe reinar en el reino en ausencia de sus padres, y Primavera le da su varita mágica en caso de que necesite ayuda. Fue lanzada directamente para video como un segmento de la película Disney Princess Enchanted Tales: Follow Your Dreams el 4 de septiembre de 2007.

### Películas deDescendants

#### Descendants(2015)
Conocida como Descendientes en Hispanoamérica y Los Descendientes en España, es una película original de Disney Channel de imagen real basada en la vida de los hijos de varios héroes y villanos de Disney. La película se centra principalmente en Mal, hija de Maléfica, quien es la principal antagonista de la película. La película también incluye a Audrey, la hija de Aurora y Felipe, y la reina Leah también hace una aparición menor. Fue estrenada en Disney Channel el 31 de julio de 2015.

#### Descendants 2(2017)
Secuela de la película Descendants de 2015. La película nuevamente se enfoca en Mal, mientras que Maléfica solo aparece brevemente transformada en un lagarto (permaneciendo en esta forma desde la película anterior). Audrey, la hija de Aurora y Felipe, solo es mencionada en la película. Tuvo un estreno simultáneo en los canales propiedad de Disney el 21 de julio de 2017.

#### Descendants 3(2019)
La película presenta de nuevo a Mal y Audrey, las hijas de Maléfica y Aurora respectivamente, con la reina Leah regresando en un papel secundario. En un papel invertido al de sus madres, Audrey actúa como antagonista principal de la película, siendo Mal la heroína. Fue estrenada en Disney Channel el 2 de agosto de 2019.

#### Descendants: The Rise of Red(2024)
Maléfica aparece en escenas ambientadas en el pasado durante su época adolescente.

## Atracciones

### Castillo de la Bella Durmiente
Un castillo de cuento de hadas ubicado en el centro de Disneyland, siendo el ícono del parque.